# Glenn M. Shea
Glenn Michael Shea (* 5. Februar 1961) ist ein australischer Herpetologe und Veterinär-Anatom.

## Leben
Shea erwarb 1983 den Bachelor of Vetenary Science (BVSc) mit Auszeichnung an der University of Sydney. 1992 wurde er mit der Dissertation The systematics and reproduction of bluetongue lizards of the genus Tiliqua (Squamata: Scincidae) an derselben Universität zum Ph.D. promoviert. Seit 1985 ist er Senior Lecturer für Veterinäranatomie an der Sydney School of Veterinary Science der University of Sydney, wo er die Anatomie der Pferde, der Vögel und der Wildtiere sowie die männlichen Genitalien und das Atmungssystem von Haustieren unterrichtet. Seine Forschungsinteressen konzentrieren sich auf die Systematik und Biologie der Reptilien und Amphibien der australasiatischen Region, insbesondere der Skinke, der Flossenfüße und der Blindschlangen Australiens und Neuguineas. Er ist wissenschaftlicher Mitarbeiter am Australian Museum und am Queensland Museum, Bibliothekar und Mitglied auf Lebenszeit der Australian Herpetological Society und Mitglied der Skink Specialist Group der IUCN.
Seine Studien, bei denen er Museumssammlungen auf der ganzen Welt besuchte, gipfelten in über 180 Publikationen. Dazu zählen die Bücher Reptiles and Amphians (2002), Encyclopedia of Discovery: Reptiles and Insects (2003), Field Guide to Reptiles of New South Wales (2004, in Zusammenarbeit mit Gerry Swan und Ross Allen Sadlier) sowie The Action Plan for Australian Lizards and Snakes 2017 (2019, in Zusammenarbeit mit David Chapple, Reid Tingley, Nicola Mitchell, Stewart Macdonald, J. Scott Keogh, Glenn Shea, Philip Bowles, Neil Cox und John Woinarski). Von 2003 bis 2009 war er Mitglied des Non-Indigenous Animals Advisory Committee der Abteilung für Landwirtschaft des Government of New South Wales. Er ist ehemaliger Schatzmeister der Australian Society of Herpetologists, Herausgeber der australischen herpetologischen Zeitschrift Herpetofauna und er war am ersten Aktionsplan für australische Reptilien (1993) beteiligt. Von 1991 bis 1994 war er Mitglied der ersten Australasian Reptile and Amphibian Specialist Group des SSC der IUCN.
Shea gehört zu den Erstbeschreibern von 27 Reptilienarten und einer Froschart.

## Erstbeschreibungen von Glenn M. Shea
Shea ist seit 1987 als Autor oder Co-Autor an folgenden Erstbeschreibungen beteiligt gewesen:
- Anilios fossor Shea, 2015
- Anilios nema  (Shea & Horner, 1997)
- Bavayia goroensis Bauer, Jackman, Sadlier, Shea & Whitaker, 2008
- Bavayia nubila Bauer, Sadlier, Jackman & Shea, 2012
- Coggeria naufragus Couper, Covacevich, Marsterson & Shea, 1996
- Cyclodomorphus celatus Shea & Miller, 1995
- Cyclodomorphus praealtus Shea, 1995
- Cyclodomorphus venustus Shea & Miller, 1995
- Cyrtodactylus adorus Shea, Couper, Wilmer & Amey, 2011
- Cyrtodactylus hoskini Shea, Couper, Wilmer & Amey, 2011
- Cyrtodactylus mcdonaldi Shea, Couper, Wilmer & Amey, 2011
- Cyrtodactylus pronarus Shea, Couper, Wilmer & Amey, 2011
- Delma labialis Shea, 1987
- Delma mitella Shea, 1987
- Delma petersoni Shea, 1991
- Demansia quaesitor Shea, 2007
- Demansia shinei Shea, 2007
- Lacertoides pardalis Sadlier, Shea & Bauer, 1997
- Lerista quadrivincula Shea, 1991
- Notaden weigeli Shea & Johnston, 1988
- Phaeoscincus ouinensis Sadlier, Shea & Bauer, 2014
- Saltuarius kateae Couper, Sadlier, Shea & Worthington-Wilmer, 2008
- Saltuarius moritzi Couper, Sadlier, Shea & Worthington-Wilmer, 2008
- Sigaloseps ferrugicauda Sadlier, Smith, Shea & Bauer, 2014
- Sigaloseps pisinnus Sadlier, Shea, Whitaker, Bauer & Wood, 2014
- Sphenomorphus capitolythos Shea & Michels, 2009
- Sphenomorphus dekkerae Shea, 2017
- Sphenomorphus fuscolineatus Greer & Shea, 2004

## Dedikationsnamen
Patrick J. Couper benannte im Jahr 1994 die Geckoart Nephrurus sheai aus der Familie Carphodactylidae zu Ehren von Glenn M. Shea.